# Орехово-Зуевский городской округ
Оре́хово-Зу́евский городско́й о́круг — муниципальное образование со статусом городского округа, расположенное на востоке Московской области России в пределах Мещёры. В рамках административно-территориального устройства соответствует административно-территориальной единице город областного подчинения Орехово-Зуево с административной территорией.

## География
Граничит с муниципальным округом Шатура на востоке, муниципальным округом Егорьевск на юге, городским округом Воскресенск на юго-западе, Раменским городскими округами на западе, Павлово-Посадским городским округом на северо-западе. На севере проходит граница с Петушинским районом Владимирской области.
Рельеф
Геология Орехово-Зуевского участка формируется на Мещерской озерно-ледниковой низменной равнине. Рельеф имеет холмы, чередующиеся с впадинами и с понижением к Клязьме. Низины заполняются водой и образуют озёра и болота. Залежи торфа распространены повсеместно. Почвы дерново-подзолистые, на юго-западе серые плодородные. Местность болотистая и богата лесами.
Гидрография
На территории Орехово-Зуевского городского округа протекает река Клязьма, многочисленные её притоки: Вырка, Дрезна, Сеньга, Большая Дубна и её притоки Малая Дубна, Сафониха и Мысовка. К бассейну Москвы-реки относятся реки Нерская и её притоки Гуслица, Вольная, Понорь и Оботь. Имеются озёра Мечта, Восьмёрка, Амазонка, Исаакиевское, водоём Горский и карьер «Золотые пески».

### Климат
Климат умеренно континентальный. Средняя температура в январе −10…−11 °С. Зима снежная, неровная, с небольшими морозами. В тёплые зимы температура может подниматься до +3 °С, в холодные падает до −19 °С, иногда опускается до −30 °С ниже нуля. Толщина снежного покрова доходит до 80 сантиметров. Средняя температура в июле — +18 °С. Лето тёплое, с обильными ливнями и грозами. Количество выпадающих осадков составляет от 550 до 450 миллиметров. 25—30 % осадков приходится на зимний период.

## История
При создании муниципального образования городской округ Орехово-Зуево в 2005 году он включал один населённый пункт — город Орехово-Зуево.
1 января 2018 года в городской округ Орехово-Зуево из состава ликвидированного Орехово-Зуевского муниципального района вошли три упразднённых сельских поселения (Верейское, Демиховское, Малодубенское).
10 января 2018 года был образован новый городской округ Ликино-Дулёво путём объединения оставшихся поселений ликвидированного Орехово-Зуевского муниципального района (городских поселений Дрезна, Куровское, Ликино-Дулёво и сельских поселений Белавинское, Горское, Давыдовское, Дороховское, Ильинское, Новинское, Соболевское).
Законом Московской области от 20 марта 2019 года городские округа Орехово-Зуево и Ликино-Дулёво с 1 апреля 2019 года объединены в единое муниципальное образование Орехово-Зуевский городской округ.
Его территорию до июня 2019 года составляли две административно-территориальные единицы — города областного подчинения Орехово-Зуево и Ликино-Дулёво с административной территорией. Законом Московской области от 3 июня 2019 года город Ликино-Дулёво с 16 июня 2019 года передан в административное подчинение Орехову-Зуеву: таким образом, город областного подчинения Ликино-Дулёво с административной территорией упразднён.

## Население
| 2019    | 2020     | 2021     | 2023     | 2024     |
| ------- | -------- | -------- | -------- | -------- |
| 231 801 | ↗231 857 | ↗241 126 | ↘241 038 | ↘240 323 |

### Национальный состав
По итогам переписи населения 2020 года проживали следующие национальности (национальности менее 0,1 % и другое, см. в сноске к строке «Другие»):
| Национальность | Численность, чел. | Доля     |
| -------------- | ----------------- | -------- |
| Русские        | 207 709           | 86,14 %  |
| Татары         | 1283              | 0,53 %   |
| Узбеки         | 856               | 0,36 %   |
| Армяне         | 832               | 0,35 %   |
| Украинцы       | 700               | 0,29 %   |
| Таджики        | 496               | 0,21 %   |
| Азербайджанцы  | 315               | 0,13 %   |
| Другие         | 28 935            | 11,99 %  |
| Итого          | 241 126           | 100,00 % |

## Населённые пункты
Городской округ (город областного подчинения с административной территорией) включает в себя 178 населённых пунктов, в том числе четыре города и 174 сельских населённых пункта.
| №   | Населённый пункт   | Тип             | Население | бывшее до 1.1.2018 муниципальное образование | бывшее до 1.4.2019 муниципальное образование |
| --- | ------------------ | --------------- | --------- | -------------------------------------------- | -------------------------------------------- |
| 1   | Орехово-Зуево      | город           | ↘104 728  | Орехово-Зуево                                | Орехово-Зуево                                |
| 2   | Дрезна             | город           | ↘12 206   | Дрезна                                       | Ликино-Дулёво                                |
| 3   | Куровское          | город           | ↗19 890   | Куровское                                    | Ликино-Дулёво                                |
| 4   | Ликино-Дулёво      | город           | ↘33 945   | Ликино-Дулёво                                | Ликино-Дулёво                                |
| 5   | 1-го Мая           | посёлок         | ↗34       | Верейское                                    | Орехово-Зуево                                |
| 6   | Абрамовка          | деревня         | ↘472      | Ильинское                                    | Ликино-Дулёво                                |
| 7   | Авсюнино           | деревня         | ↗416      | Дороховское                                  | Ликино-Дулёво                                |
| 8   | Авсюнино           | посёлок         | ↗5529     | Дороховское                                  | Ликино-Дулёво                                |
| 9   | Аксёново           | деревня         | ↗26       | Белавинское                                  | Ликино-Дулёво                                |
| 10  | Алексеевская       | деревня         | ↘15       | Соболевское                                  | Ликино-Дулёво                                |
| 11  | Анциферово         | деревня         | ↗451      | Давыдовское                                  | Ликино-Дулёво                                |
| 12  | Аринино            | деревня         | →2        | Белавинское                                  | Ликино-Дулёво                                |
| 13  | Асташково          | деревня         | ↗153      | Соболевское                                  | Ликино-Дулёво                                |
| 14  | Ащерино            | деревня         | ↘41       | Ильинское                                    | Ликино-Дулёво                                |
| 15  | Барская Гора       | посёлок         | ↘5        | Верейское                                    | Орехово-Зуево                                |
| 16  | Барское            | деревня         | ↗96       | Давыдовское                                  | Ликино-Дулёво                                |
| 17  | Барышово           | деревня         | ↘35       | Ильинское                                    | Ликино-Дулёво                                |
| 18  | Беззубово          | деревня         | ↘132      | Ильинское                                    | Ликино-Дулёво                                |
| 19  | Бекетовская        | деревня         | ↘34       | Дороховское                                  | Ликино-Дулёво                                |
| 20  | Белавино           | деревня         | ↗101      | Белавинское                                  | Ликино-Дулёво                                |
| 21  | Беливо             | деревня         | ↗51       | Новинское                                    | Ликино-Дулёво                                |
| 22  | Беливо             | посёлок         | ↘99       | Дороховское                                  | Ликино-Дулёво                                |
| 23  | Богородское        | село            | ↘364      | Дороховское                                  | Ликино-Дулёво                                |
| 24  | Большая Дубна      | деревня         | ↘130      | Малодубенское                                | Орехово-Зуево                                |
| 25  | Большое Кишнево    | деревня         | ↘28       | Горское                                      | Ликино-Дулёво                                |
| 26  | Ботагово           | деревня         | ↘69       | Ильинское                                    | Ликино-Дулёво                                |
| 27  | Будьково           | деревня         | ↗182      | Верейское                                    | Орехово-Зуево                                |
| 28  | Бяльково           | деревня         | ↗83       | Горское                                      | Ликино-Дулёво                                |
| 29  | Вантино            | деревня         | ↘90       | Ильинское                                    | Ликино-Дулёво                                |
| 30  | Васютино           | деревня         | ↘42       | Белавинское                                  | Ликино-Дулёво                                |
| 31  | Велино             | деревня         | ↗148      | Дороховское                                  | Ликино-Дулёво                                |
| 32  | Верещагино         | деревня         | ↗9        | Дороховское                                  | Ликино-Дулёво                                |
| 33  | Верея              | посёлок         | ↗2427     | Верейское                                    | Орехово-Зуево                                |
| 34  | Вершина            | деревня         | ↗11       | Дороховское                                  | Ликино-Дулёво                                |
| 35  | Власово            | деревня         | ↘6        | Белавинское                                  | Ликино-Дулёво                                |
| 36  | Внуково            | деревня         | ↘70       | Ильинское                                    | Ликино-Дулёво                                |
| 37  | Войново-Гора       | деревня         | ↘317      | Верейское                                    | Орехово-Зуево                                |
| 38  | Высоково           | деревня         | ↗127      | Горское                                      | Ликино-Дулёво                                |
| 39  | Глебово            | деревня         | ↘20       | Новинское                                    | Ликино-Дулёво                                |
| 40  | Гора               | деревня         | ↘45       | Горское                                      | Ликино-Дулёво                                |
| 41  | Гора               | село            | ↘115      | Давыдовское                                  | Ликино-Дулёво                                |
| 42  | Горбачиха          | деревня         | ↘65       | Горское                                      | Ликино-Дулёво                                |
| 43  | Грибчиха           | деревня         | ↗33       | Белавинское                                  | Ликино-Дулёво                                |
| 44  | Гридино            | деревня         | ↘74       | Горское                                      | Ликино-Дулёво                                |
| 45  | Губино             | деревня         | ↗3426     | Белавинское                                  | Ликино-Дулёво                                |
| 46  | Давыдово           | деревня         | ↘10 601   | Давыдовское                                  | Ликино-Дулёво                                |
| 47  | Давыдовская        | деревня         | ↘12       | Ильинское                                    | Ликино-Дулёво                                |
| 48  | Демихово           | деревня         | ↗6760     | Демиховское                                  | Орехово-Зуево                                |
| 49  | Деревнищи          | деревня         | ↘109      | Дороховское                                  | Ликино-Дулёво                                |
| 50  | Дорогали Вторые    | посёлок         | ↗4        | Верейское                                    | Орехово-Зуево                                |
| 51  | Дорофеево          | деревня         | ↗63       | Белавинское                                  | Ликино-Дулёво                                |
| 52  | Дорохово           | деревня         | ↘115      | Дороховское                                  | Ликино-Дулёво                                |
| 53  | Дровосеки          | деревня         | ↗365      | Верейское                                    | Орехово-Зуево                                |
| 54  | Дуброво            | деревня         | ↘156      | Новинское                                    | Ликино-Дулёво                                |
| 55  | Дылдино            | деревня         | ↗6        | Дороховское                                  | Ликино-Дулёво                                |
| 56  | Елизарово          | деревня         | ↘65       | Давыдовское                                  | Ликино-Дулёво                                |
| 57  | Емельяново         | деревня         | ↘177      | Горское                                      | Ликино-Дулёво                                |
| 58  | Заволенье          | деревня         | ↘673      | Новинское                                    | Ликино-Дулёво                                |
| 59  | Загряжская         | деревня         | ↘28       | Новинское                                    | Ликино-Дулёво                                |
| 60  | Заполицы           | деревня         | ↘237      | Дороховское                                  | Ликино-Дулёво                                |
| 61  | Запонорье          | деревня         | ↗134      | Давыдовское                                  | Ликино-Дулёво                                |
| 62  | Запрудино          | деревня         | ↘139      | Новинское                                    | Ликино-Дулёво                                |
| 63  | Запутное           | деревня         | ↘412      | Дороховское                                  | Ликино-Дулёво                                |
| 64  | Зворково           | деревня         | ↘141      | Дороховское                                  | Ликино-Дулёво                                |
| 65  | Зевнево            | деревня         | ↘101      | Ильинское                                    | Ликино-Дулёво                                |
| 66  | Иванищево          | деревня         | ↘10       | Ильинское                                    | Ликино-Дулёво                                |
| 67  | Иванцево           | деревня         | ↘15       | Дороховское                                  | Ликино-Дулёво                                |
| 68  | Игнатово           | деревня         | ↘81       | Ильинское                                    | Ликино-Дулёво                                |
| 69  | Ильинский Погост   | село            | ↘1611     | Ильинское                                    | Ликино-Дулёво                                |
| 70  | Ионово             | деревня         | ↗112      | Горское                                      | Ликино-Дулёво                                |
| 71  | Исаакиевское Озеро | посёлок         | ↗56       | Малодубенское                                | Орехово-Зуево                                |
| 72  | Кабаново           | деревня         | ↘2341     | Горское                                      | Ликино-Дулёво                                |
| 73  | Кабановская Гора   | деревня         | ↘25       | Верейское                                    | Орехово-Зуево                                |
| 74  | Каменцы            | деревня         | ↗25       | Дороховское                                  | Ликино-Дулёво                                |
| 75  | Киняево            | деревня         | ↗98       | Горское                                      | Ликино-Дулёво                                |
| 76  | Кирпичного завода  | посёлок         | →0        | Белавинское                                  | Ликино-Дулёво                                |
| 77  | Коровино           | деревня         | ↘29       | Горское                                      | Ликино-Дулёво                                |
| 78  | Коротково          | деревня         | ↘172      | Новинское                                    | Ликино-Дулёво                                |
| 79  | Костенёво          | деревня         | ↘41       | Ильинское                                    | Ликино-Дулёво                                |
| 80  | Костино            | деревня         | ↘138      | Давыдовское                                  | Ликино-Дулёво                                |
| 81  | Красная Дубрава    | деревня         | ↗420      | Демиховское                                  | Орехово-Зуево                                |
| 82  | Красное            | деревня         | ↗47       | Дороховское                                  | Ликино-Дулёво                                |
| 83  | Красное            | село            | ↘24       | Дороховское                                  | Ликино-Дулёво                                |
| 84  | Крольчатник        | местечко        | ↘68       | Малодубенское                                | Орехово-Зуево                                |
| 85  | Круглово           | деревня         | ↘14       | Ильинское                                    | Ликино-Дулёво                                |
| 86  | Кудыкино           | деревня         | ↘166      | Горское                                      | Ликино-Дулёво                                |
| 87  | Лашино             | деревня         | ↗54       | Соболевское                                  | Ликино-Дулёво                                |
| 88  | Лопаково           | деревня         | ↗90       | Соболевское                                  | Ликино-Дулёво                                |
| 89  | Лыщиково           | деревня         | ↘2        | Белавинское                                  | Ликино-Дулёво                                |
| 90  | Ляхово             | деревня         | ↗62       | Давыдовское                                  | Ликино-Дулёво                                |
| 91  | Максимовская       | деревня         | ↘23       | Ильинское                                    | Ликино-Дулёво                                |
| 92  | Малая Дубна        | деревня         | ↘1968     | Малодубенское                                | Орехово-Зуево                                |
| 93  | Малиново           | деревня         | ↗120      | Горское                                      | Ликино-Дулёво                                |
| 94  | Малиновские Луга   | посёлок         | ↘67       | Верейское                                    | Орехово-Зуево                                |
| 95  | Малое Кишнево      | деревня         | ↘102      | Горское                                      | Ликино-Дулёво                                |
| 96  | Мальково           | деревня         | ↘58       | Дороховское                                  | Ликино-Дулёво                                |
| 97  | Мануйлово          | деревня         | ↗21       | Белавинское                                  | Ликино-Дулёво                                |
| 98  | Минино             | деревня         | ↘292      | Соболевское                                  | Ликино-Дулёво                                |
| 99  | Мисцево            | деревня         | ↗369      | Дороховское                                  | Ликино-Дулёво                                |
| 100 | Мисцево            | посёлок         | ↘530      | Новинское                                    | Ликино-Дулёво                                |
| 101 | Молоково           | деревня         | ↘59       | Соболевское                                  | Ликино-Дулёво                                |
| 102 | Мосягино           | деревня         | ↘11       | Ильинское                                    | Ликино-Дулёво                                |
| 103 | Нажицы             | деревня         | ↗92       | Демиховское                                  | Орехово-Зуево                                |
| 104 | Ненилово           | деревня         | ↘14       | Новинское                                    | Ликино-Дулёво                                |
| 105 | Нестерово          | деревня         | ↗71       | Демиховское                                  | Орехово-Зуево                                |
| 106 | Никулино           | деревня         | ↘66       | Малодубенское                                | Орехово-Зуево                                |
| 107 | Новая              | деревня         | →98       | Горское                                      | Ликино-Дулёво                                |
| 108 | Новое              | деревня         | ↗3242     | Новинское                                    | Ликино-Дулёво                                |
| 109 | Новое Титово       | деревня         | ↘116      | Дороховское                                  | Ликино-Дулёво                                |
| 110 | Новониколаевка     | деревня         | ↗33       | Белавинское                                  | Ликино-Дулёво                                |
| 111 | Ожерелки           | деревня         | ↘96       | Малодубенское                                | Орехово-Зуево                                |
| 112 | Озерецкий          | посёлок         | ↘935      | Верейское                                    | Орехово-Зуево                                |
| 113 | Орловка            | посёлок         | ↗13       | Верейское                                    | Орехово-Зуево                                |
| 114 | Острово            | деревня         | ↗38       | Горское                                      | Ликино-Дулёво                                |
| 115 | Пашнево            | деревня         | ↘21       | Белавинское                                  | Ликино-Дулёво                                |
| 116 | Петрушино          | деревня         | ↘228      | Дороховское                                  | Ликино-Дулёво                                |
| 117 | Писчёво            | деревня         | ↘0        | Ильинское                                    | Ликино-Дулёво                                |
| 118 | Пичурино           | деревня         | ↘78       | Ильинское                                    | Ликино-Дулёво                                |
| 119 | Плотава            | деревня         | ↗36       | Малодубенское                                | Орехово-Зуево                                |
| 120 | Поминово           | деревня         | ↗115      | Ильинское                                    | Ликино-Дулёво                                |
| 121 | Понарино           | деревня         | ↘232      | Дороховское                                  | Ликино-Дулёво                                |
| 122 | Поточино           | деревня         | ↘46       | Малодубенское                                | Орехово-Зуево                                |
| 123 | Поточино           | посёлок станции | ↘0        | Малодубенское                                | Орехово-Зуево                                |
| 124 | Пригородный        | посёлок         | ↘32       | Малодубенское                                | Орехово-Зуево                                |
| 125 | Приозерье          | посёлок         | ↗221      | Верейское                                    | Орехово-Зуево                                |
| 126 | Прокудино          | посёлок         | ↗121      | Верейское                                    | Орехово-Зуево                                |
| 127 | Равенская          | деревня         | ↗29       | Дороховское                                  | Ликино-Дулёво                                |
| 128 | Радованье          | деревня         | ↗13       | Новинское                                    | Ликино-Дулёво                                |
| 129 | Рудино             | деревня         | ↗75       | Горское                                      | Ликино-Дулёво                                |
| 130 | Рудне-Никитское    | деревня         | ↗119      | Дороховское                                  | Ликино-Дулёво                                |
| 131 | Савинская          | деревня         | ↘1587     | Белавинское                                  | Ликино-Дулёво                                |
| 132 | Савостьяново       | деревня         | ↗432      | Горское                                      | Ликино-Дулёво                                |
| 133 | Сальково           | деревня         | ↗92       | Горское                                      | Ликино-Дулёво                                |
| 134 | Селиваниха         | деревня         | ↘182      | Дороховское                                  | Ликино-Дулёво                                |
| 135 | Сенькино           | деревня         | ↘80       | Ильинское                                    | Ликино-Дулёво                                |
| 136 | Сермино            | деревня         | ↗15       | Демиховское                                  | Орехово-Зуево                                |
| 137 | Слободище          | деревня         | ↘234      | Ильинское                                    | Ликино-Дулёво                                |
| 138 | Смолёво            | село            | ↘243      | Новинское                                    | Ликино-Дулёво                                |
| 139 | Смолёво            | деревня         | ↗99       | Соболевское                                  | Ликино-Дулёво                                |
| 140 | Снопок Новый       | посёлок         | ↘962      | Верейское                                    | Орехово-Зуево                                |
| 141 | Снопок Старый      | посёлок         | ↗25       | Верейское                                    | Орехово-Зуево                                |
| 142 | Соболево           | деревня         | ↘1273     | Соболевское                                  | Ликино-Дулёво                                |
| 143 | Софряково          | деревня         | ↘4        | Белавинское                                  | Ликино-Дулёво                                |
| 144 | Старая             | деревня         | ↘90       | Дороховское                                  | Ликино-Дулёво                                |
| 145 | Старово            | деревня         | ↘88       | Ильинское                                    | Ликино-Дулёво                                |
| 146 | Старое Титово      | деревня         | ↗171      | Дороховское                                  | Ликино-Дулёво                                |
| 147 | Старская           | деревня         | ↘20       | Горское                                      | Ликино-Дулёво                                |
| 148 | Старый Покров      | деревня         | ↗20       | Белавинское                                  | Ликино-Дулёво                                |
| 149 | Стенино            | деревня         | ↘18       | Новинское                                    | Ликино-Дулёво                                |
| 150 | Степановка         | деревня         | ↘253      | Ильинское                                    | Ликино-Дулёво                                |
| 151 | Столбуново         | деревня         | ↘16       | Ильинское                                    | Ликино-Дулёво                                |
| 152 | Тепёрки            | деревня         | ↗48       | Малодубенское                                | Орехово-Зуево                                |
| 153 | Тереньково         | деревня         | ↗113      | Новинское                                    | Ликино-Дулёво                                |
| 154 | Тимонино           | деревня         | ↘30       | Белавинское                                  | Ликино-Дулёво                                |
| 155 | Тополиный          | посёлок         | ↗31       | Верейское                                    | Орехово-Зуево                                |
| 156 | Трусово            | деревня         | ↗47       | Малодубенское                                | Орехово-Зуево                                |
| 157 | Устьяново          | деревня         | ↘76       | Ильинское                                    | Ликино-Дулёво                                |
| 158 | Фёдорово           | деревня         | ↗374      | Демиховское                                  | Орехово-Зуево                                |
| 159 | Федотово           | деревня         | ↘30       | Белавинское                                  | Ликино-Дулёво                                |
| 160 | Филиппово          | деревня         | ↘3        | Белавинское                                  | Ликино-Дулёво                                |
| 161 | Фокино             | посёлок         | ↘17       | Белавинское                                  | Ликино-Дулёво                                |
| 162 | Халтурино          | деревня         | ↗22       | Белавинское                                  | Ликино-Дулёво                                |
| 163 | Хвойный            | посёлок         | ↘35       | Дороховское                                  | Ликино-Дулёво                                |
| 164 | Хотеичи            | село            | ↘694      | Соболевское                                  | Ликино-Дулёво                                |
| 165 | Цаплино            | деревня         | ↘168      | Ильинское                                    | Ликино-Дулёво                                |
| 166 | Чистое             | деревня         | ↘34       | Белавинское                                  | Ликино-Дулёво                                |
| 167 | Чистое             | посёлок         | ↘144      | Дороховское                                  | Ликино-Дулёво                                |
| 168 | Чичёво             | деревня         | ↘11       | Ильинское                                    | Ликино-Дулёво                                |
| 169 | Чукаево            | деревня         | ↘13       | Белавинское                                  | Ликино-Дулёво                                |
| 170 | Шевлягино          | посёлок         | ↘57       | Соболевское                                  | Ликино-Дулёво                                |
| 171 | Щербинино          | деревня         | ↗193      | Демиховское                                  | Орехово-Зуево                                |
| 172 | Щетиново           | деревня         | ↘49       | Белавинское                                  | Ликино-Дулёво                                |
| 173 | Щучье Озеро        | посёлок         | →1        | Верейское                                    | Орехово-Зуево                                |
| 174 | Юркино             | деревня         | ↘230      | Горское                                      | Ликино-Дулёво                                |
| 175 | Юрятино            | деревня         | ↘85       | Ильинское                                    | Ликино-Дулёво                                |
| 176 | Язвищи             | деревня         | ↘109      | Новинское                                    | Ликино-Дулёво                                |
| 177 | Яковлево           | деревня         | ↘70       | Белавинское                                  | Ликино-Дулёво                                |
| 178 | Яковлевская        | деревня         | ↘93       | Давыдовское                                  | Ликино-Дулёво                                |

После объединения Орехово-Зуевского и Ликино-Дулёвского городских округов в один городской округ с целью исключения наличия у двух одноимённых населённых пунктов одинаковых категорий постановлением губернатора Московской области № 652-ПГ от 27 декабря 2019 года:
- деревня Гора бывшего сельского поселения Давыдовское преобразована в село;
- деревня Смолёво бывшего сельского поселения Новинское преобразована в село;
- посёлок Чистое бывшего сельского поселения Белавинское преобразован в деревню.

## Общая карта
Легенда карты:
|  | Более 100 000 жителей   |
|  | 20 000 — 50 000 жителей |
|  | 5 000 — 20 000 жителей  |
|  | 1 000 — 5 000 жителей   |
|  | 500 — 1 000 жителей     |
|  | Менее 500 жителей       |

## Официальная символика
Герб города Орехово-Зуево — официальный символ Орехово-Зуевского городского округа Московской области Российской Федерации.

### Описание герба
В червленом (красном) поле, усыпанном малыми серебряными ромбами, расторгнутыми накрест, — косвенный слева серебряный волнистый пояс, внизу имеющий лазоревую (синюю, голубую) внутреннюю кайму и сопровождённый вверху золотой ветвью орешника с двумя орехами, а внизу — сидящим со сложенными крыльями зуйком, голова которого накрывает край пояса.

### Значение герба
Герб города является «гласным» и говорит о происхождении названия города. Город возник на месте деревень Орехово и Зуево, расположенных на противоположных берегах реки Клязьмы.
Красный цвет символизирует Морозовскую стачку 1885 года — крупнейшее выступление русских рабочих в XIX веке. Узкая синяя линия, повторяющая контур белой полосы, символизирует реку Клязьму, делящую город на Орехово и Зуево. Ветка орешника золотого цвета с двумя орехами символизирует Орехово. Птичка зуек символизирует Зуево.
Автор герба: Геннадий Дмитриевич Красуленков, первый председатель Орехово-Зуевского регионального краеведческого объединения «Радуница», орехово-зуевский журналист, поэт, художник.
Герб утвержден 27 декабря 2019 года на основании решения Совета депутатов городского округа № 92/7 от 26 декабря 2019 года.